# Una lieve imperfezione
Una lieve imperfezione (Shortcomings) è un fumetto di Adrian Tomine, pubblicato originariamente sulla rivista Optic Nerve dal numero 9 al 10 tra il 2004 e il 2005, è stato edito in un solo volume in Italia dall'editore Bur.
Nel 2023 ne è stato tratto un adattamento cinematografico, intitolato Shortcomings.

## Trama
Ben Tanaka, giovane proprietario di un cinema di Berkeley, è il compagno di Miko Hayashi, dalla viva identità orientale. I due sono entrambi americani figli di stranieri, ma percepiscono la propria identità culturale diversamente: questo porta spesso i due a litigare e ad alimentare incomprensioni.
In particolare Miko vede in Ben la limitatezza di ricercare l'idea femminile nello stereotipo dell'americana formosa, bionda, bianca... Aspetto che alla ragazza conferma tutto il senso d'inferiorità e il disagio delle scomode radici giapponesi di Ben. Decisa ad allontanarsi da lui, Miko parte da sola per New York.
Come la compagna aveva previsto, Ben cerca subito di avvicinarsi alla nuova e giovane cassiera del cinema da lui assunta e, dato lo scarso successo del tentativo, ritenta infine con una bisessuale conosciuta ad una festa: Sasha Lenz.
Intorno a Ben infatti si muove la vivace Alice Kim, dottoranda coreana al Mills College ed amica di Ben. Dichiaratamente lesbica, Alice più che allo studio è alla ricerca di compagne e il suo successo e la sua popolarità la portano in scomodi battibecchi di natura sentimentale.
Dopo essere stata sospesa per cattiva condotta dall'istituto, Alice vola a New York facendosi presto raggiungere da Ben: ha infatti scoperto che la fidanzata dell'amico, Miko, ha abbandonato ogni progetto di ritorno e si accompagna ad un nuovo partner. Trovata la felicità accanto alla vecchia fiamma Meredith Lee, Alice propone a Ben di rimanere con lei a New York, ma questi, dopo aver chiuso definitivamente con Miko, decide di ritornare da solo a Berkeley.

## Genesi
Tomine ammette di aver particolarmente sofferto la scrittura e realizzazione di Una lieve imperfezione; abituato a storie brevi e di poche pagine, l'autore dice di aver faticato - nei cinque anni che ha impiegato per terminare il suo lavoro - soprattutto per l'imposizione di mantenere una storia ed uno stile lineare, senza permettersi dispersivi sperimentalismi o bruschi cambiamenti narrativi. Lo scopo di Tomine era infatti di rendere il più scorrevole possibile la lettura ad un qualsiasi lettore, fosse questo ancora estraneo al mondo dei fumetti e dei romanzi grafici in particolare, così ha optato per "rendere quasi invisibile la presenza di uno stile narrativo".

## Accoglienza
Già dalla sua pubblicazione a puntate su Optic Nerve, l'opera ha ricevuto diverse critiche e in particolare - a detta di Tomine stesso - da orientali: questi rimproveravano proprio al protagonista Ben espressioni ed una mentalità razziste verso la propria stessa etnia; al contrario Nicole Rudick di The Believer attribuisce ciò alla profonda lotta d'identità che si svolge nella coscienza, nell'interiorità di Ben e - comparando Una lieve imperfezione con i lavori brevi di Tomine - nota un notevole sviluppo nella psicologia dei personaggi.